# Мицотакис, Кириакос
Кириа́кос Мицота́кис (греч. Κυριάκος Μητσοτάκης; род. 4 марта 1968[…], Афины, Греция) — греческий политический и государственный деятель. Лидер консервативной партии «Новая демократия» с января 2016 года. Премьер-министр Греции с 26 июня 2023 года и в 2019—2023 годах. Депутат парламента Греции с 2004 года.

## Биография
Сын бывшего премьер-министра Греции и почётного президента «Новой демократии» Константиноса Мицотакиса, младший брат бывшего министра иностранных дел и мэра Афин Доры Бакоянни.
Окончил факультет социальных наук в Гарвардском университете (1990), получил степень магистра по международным отношениям в Стэнфордском университете (1993) и степень MBA в Гарвардской школе бизнеса (1995).
Мицотакис работал финансовым аналитиком Chase Investment Bank и консультантом McKinsey and Company в Лондоне. В 1997 году он присоединился к Alpha Ventures в Греции в качестве старшего сотрудника по инвестициям, в 1999 году стал главным исполнительным директором NBG Venture Capital.
В 2003 году Всемирный экономический форум включил его в число «100 самых перспективных лидеров завтрашнего дня».
С 2004 депутат парламента Греции от партии «Новая демократия». Министр административных реформ и электронного управления с 2013 по 2015 год.
В 2016 избран председателем «Новой демократии». Лидер оппозиции с 2016 по 2019 год.
Женат, имеет троих детей. Помимо родного греческого языка, говорит на английском, французском и немецком языках.

## Премьер-министр
По результатам парламентских выборов 2019 года, 8 июля принял присягу в качестве премьер-министра Греции.
В первые 100 дней работы нового правительства произошло сокращение дополнительного налога на жилье (ΕΝΦΙΑ), в среднем на 22 %, была изменена система рассрочки в 120 платежей для должников налоговых и страховых фондов, финансирование размером 180 миллионов евро было утверждено для муниципалитетов и регионов. По всей стране, в основном для защиты от наводнений, в Греческой полиции было объявлено о создании 1500 новых рабочих мест. Одной из первых законодательных инициатив стало изменение статуса практически абсолютной неприкосновенности (уголовное преследование, задержание) во время нахождения в учебных заведениях страны.
Было освобождено более 20 зданий, которые на протяжении многих лет были незаконно захвачены и удерживались анархистами и другими радикально настроенными личностями, как правило ультра-левых убеждений.
После парламентских выборов 21 мая 2023 года отказался от официального мандата на попытку сформировать коалиционное правительство, настаивая на повторном голосовании 25 июня. Главой технического правительства назначен Иоаннис Сармас. По результатам парламентских выборов 25 июня 2023 года по усиленно-пропорциональной системе «Новая демократия» получила 158 мандатов из 300, что позволило Мицотакису сформировать однопартийное правительство большинства, и 26 июня 2023 года Мицотакис вступил в должность премьер-министра Греции на второй срок.

## Критика

### Скандал Siemens
Некоторые греческие СМИ обвинили Мицотакиса в финансировании Siemens в 2008 году, когда в Греции разразился коррупционный скандал с немецкой компанией. В июне 2008 года в греческой прессе были опубликованы квитанции на обнаруженное у него электронное оборудование, которое якобы было оплачено через несколько дней после вмешательства прокурора в деятельность компании и после дачи показаний свидетелями. Оборудование включало в себя телекоммуникационные и электронные устройства. Подлинность счетов официально подтверждена. Тем не менее, Мицотакис не признал себя виновным и утверждает, что не получал взяток от Siemens. На вопрос репортера, как так получилось, что его близкие родственники Дора Бакоянни и Катерина Мицотаки одновременно купили одинаковое оборудование у одной и той же компании, он ответил, что «на рынке не так много компаний, которые поставляют телефонные станции». Уголовное дело по данному вопросу возбуждено не было.

### Увольнения госслужащих
Кириакос Мицотакис, будучи министром при правительстве Антониоса Самараса («Новая демократия»), подписал решение об увольнении около 15 000 государственных служащих. Некоторыми Греческими изданиями он был обвинен в создании нехватки служащих в государственных учреждениях, а также в косвенных уступках частному сектору.
Мицотакис, в свою очередь, пояснил что увольнения в государственном секторе были необходимы для реформы раздутого государственного аппарата, отметив, что это было категоричным обязательством и предварительным условием для выдачи очередного финансового транша. Он также заявил, что «если человек не имеет необходимой квалификации для работы в государственном секторе, он должен покинуть штат», утверждал, что предыдущие правительства просто желали «оставить нетронутой» основную часть собственного электората.
С другой стороны, МВФ в отчете за лето 2014 года раскритиковал программу сокращений, заявив, что увольнения были ограничены лишь некоторыми категориями государственных служащих, что никакие критерии, связанные с производительностью сотрудников, во внимание не принимались.
Кроме того, во время правления Антониоса Самараса («Новая демократия»), Мицотакиса обвинили в беспричинном увольнении генерального директора своего министерства, который был выбран посредством консенсуса, чтобы заменить его угодным человеком.
Наконец, его обвинили в назначении своего племянника на должность советника в своем политическом офисе.

### Борьба с пандемией COVID-19
В декабре 2020 года Мицотакис подвергся критике после публикации фотографий с его участием 29 ноября, на которой видно, что он находился в обществе большого количества людей в курортном месте Парнита без маски, в то время как её наличие было обязательным, а передвижение по стране было строго ограничено для всего населения страны.
В другом инциденте, 6 февраля 2021 года, во время своего визита на Икарию он был замечен на вилле депутата от «Новой демократии» — Христодулоса Стефанадиса, на банкете с десятками людей, в то время как на демонстрации и скопления людей были введены ограничения, факт, который раскритиковала оппозиция и СМИ.

## Литературная деятельность
- Комплексы внешней политики (Патакис, Афины, 2006)

## Награды
- Крест Признания 1 класса (27 июня 2024 года, Латвия)[24]